# غيلبرت ووكر
غيلبرت ووكر (15 فبراير 1888 في المملكة المتحدة - 8 مايو 1952 في أستراليا) (بالإنجليزية: Gilbert Walker)‏ هو لاعب كريكت بريطاني وبريطاني (وحمل سابقاً جنسية المملكة المتحدة لبريطانيا العظمى وأيرلندا). لعب مع نادي وارويكشاير للكريكيت ‏.

## وصلات خارجية
- غيلبرت ووكر على موقع إي آس بي آن كريك إنفو (الإنجليزية)